# Deco
Anderson Luís de Souza, OIH (n. 27 august 1977 în São Bernardo do Campo, Brazilia), cunoscut mai mult ca Deco, este un fost fotbalist portughez de origine braziliană, care a jucat ca mijlocaș central și ofensiv. A primit cetățenia lusitană în 2002, după 6 ani petrecuți în Portugalia.

## Debutul
Deco a debutat în fotbalul mare în 1996, la echipa braziliană Corinthians unde a jucat două meciuri și nu a marcat nici un gol.

## Portugalia

### Benfica
După Corinthians a urmat, în anul 1997, Benfica. La Benfica nu a avut "norocul" să joace nici o secundă chiar dacă a fost în proprietatea echipei timp de un sezon. În sezonul 1997-1998 a fost împrumutat la Alverca (echipa din liga a două portugheză) unde a jucat 32 de meciuri și a marcat 13 goluri. A fost un sezon foarte bun, a reușit să obțină banderola de căpitan și împreună cu restul colectivului să promoveze în "Primeira Liga". În sezonul 1998-1999 a fost împrumutat de către Benfica la Salgueiros unde a jucat 12 meciuri și a marcat două goluri.

### Porto
În anul 1999 a reușit să își treacă în palmares două dintre cele trei cluburi lusitane care fac parte din "Os Três Grandes" (Benfica,Porto,Sporting). Porto l-a achiziționat pe Deco de la Benfica la finalul perioadei "foarte bună" din punct de vedere al titlurilor câștigate deoarece Porto a câștigat titlurile 14,15,16,17 și 18 ('94-'99). El a jucat la F.C. Porto între anii 1999-2004. A jucat aici sub conducerea lui José Mourinho, a adunat 154 de meciuri și a dat 32 de goluri. A făcut o figură frumoasă, fiind un jucător cheie, în sezonul 2002-2003 deoarece a adunat 10 goluri în 30 de partide dar și 17 cartonașe galbene și un cartonaș roșu și și-a ajutat echipa să câștige finalul de Cupă UEFA jucată cu Celtic, scor final 3-2 pentru Porto, și campionatul național după o pauză de trei ani. În sezonul 2003-2004 a reușit să câștige din nou campionatul și pe lângă campionatul național și-a mai adăugat la palmares și titlul de campion UEFA Champions League unde a fost declarat "UEFA Club Footballer of the Year" câștigând premiul de cel mai bun mijlocaș al competiției.

## Spania

### Barcelona
Pe 17 iunie 2004 s-a transferat de la Porto la Barcelona, deși a fost curtat și de Chelsea, club la care s-a instalat între timp ca antrenor fostul antrenor de la F.C Porto (José Mourinho). Pentru Deco, Barcelona l-a oferit la schimb pe Quaresma+15,000,000€, Deco semnând un contract pe patru ani. A câștigat titlul în Spania de două ori, în sezonul 2004-2005 și în sezonul 2005-2006. În anul 2004 a fost în top 3 "France Football's Ballon d'Or" iar în sezonul 2005-2006 a fost declarat cel mai bun jucător al Barcelonei.

## Anglia

### Chelsea
Pe 30 iunie 2008 a semnat cu Chelsea un contract pe trei ani. A jucat la Chelsea între anii 2008-2010. A marcat în debutul la Chelsea în meciul Chelsea-Portsmouth, câștigat de Chelsea cu 4-0. 
A avut un parcurs slab, și de aceea și-a pierdut locul în echipă. El a declarat:
„I do not want to stay. I have not liked my experience at Chelsea.”

## Înapoi în Brazilia

### Fluminense
Pe 6 august 2010 a ajuns înapoi în Brazilia din postura de jucător liber de contract. În 2010 a participat la câștigarea campionatului brazilian.

## Goluri internaționale
| #  | Data               | Stadion                                     | Oponent   | Scor | Result | Competiția                                             |
| -- | ------------------ | ------------------------------------------- | --------- | ---- | ------ | ------------------------------------------------------ |
| 1. | 29 martie 2003     | Estádio das Antas, Porto, Portugalia        | Brazilia  | 2–1  | 2–1    | Meci amical                                            |
| 2. | 13 octombrie 2004  | Estádio José Alvalade, Lisabona, Portugalia | Rusia     | 3–0  | 7–1    | Calificările pentru Campionatul Mondial de Fotbal 2006 |
| 3. | 17 iunie 2006      | Commerzbank-Arena, Frankfurt, Germany       | Iran      | 1–0  | 2–0    | Campionatul Mondial de Fotbal 2006                     |
| 4. | 11 iunie 2008      | Stade de Genève, Geneva, Switzerland        | Cehia     | 1–0  | 3–1    | Euro 2008                                              |
| 5. | 10 septembrie 2008 | Estádio José Alvalade, Lisabona, Portugalia | Danemarca | 2–1  | 2–3    | Calificările pentru Campionatul Mondial de Fotbal 2010 |

## Statistici carieră
La 19 iulie 2012.
| Club          | Sezon         | Campionat | Campionat | Cupă    | Cupă   | Continental | Continental | Altele  | Altele | Total   | Total  |
| Club          | Sezon         | Meciuri   | Goluri    | Meciuri | Goluri | Meciuri     | Goluri      | Meciuri | Goluri | Meciuri | Goluri |
| ------------- | ------------- | --------- | --------- | ------- | ------ | ----------- | ----------- | ------- | ------ | ------- | ------ |
| Corinthians   | 1996          | 2         | 0         |         |        | –           | –           | –       | –      | 2       | 0      |
| Corinthians   | Total         | 2         | 0         | ?       | ?      | –           | –           | –       | –      | 2       | 0      |
| Alverca       | 1997–98       | 32        | 13        |         |        | –           | –           | –       | –      | 32      | 13     |
| Alverca       | Total         | 32        | 13        | ?       | ?      | –           | –           | –       | –      | 32      | 13     |
| Salgueiros    | 1998–99       | 12        | 2         | 0       | 0      | –           | –           | –       | –      | 12      | 2      |
| Salgueiros    | Total         | 12        | 2         | 0       | 0      | –           | –           | –       | –      | 12      | 2      |
| Porto         | 1998–99       | 12        | 0         | 0       | 0      | 0           | 0           | –       | –      | 12      | 0      |
| Porto         | 1999–00       | 23        | 1         | 2       | 1      | 11          | 3           | –       | –      | 36      | 5      |
| Porto         | 2000–01       | 31        | 6         | 0       | 0      | 9           | 0           | –       | –      | 40      | 6      |
| Porto         | 2001–02       | 30        | 13        | 2       | 0      | 15          | 6           | 1       | 0      | 48      | 19     |
| Porto         | 2002–03       | 30        | 10        | 3       | 1      | 12          | 1           | –       | –      | 45      | 12     |
| Porto         | 2003–04       | 28        | 2         | 3       | 0      | 13          | 2           | 1       | 0      | 45      | 4      |
| Porto         | Total         | 154       | 32        | 10      | 2      | 60          | 12          | 2       | 0      | 226     | 46     |
| Barcelona     | 2004–05       | 35        | 8         | 0       | 0      | 7           | 2           | –       | –      | 42      | 10     |
| Barcelona     | 2005–06       | 29        | 3         | 1       | 0      | 11          | 2           | 2       | 0      | 43      | 5      |
| Barcelona     | 2006–07       | 31        | 1         | 3       | 0      | 11          | 3           | 2       | 2      | 47      | 6      |
| Barcelona     | 2007–08       | 18        | 1         | 5       | 0      | 6           | 0           | –       | –      | 29      | 1      |
| Barcelona     | Total         | 113       | 13        | 9       | 0      | 35          | 7           | 4       | 2      | 161     | 22     |
| Chelsea       | 2008–09       | 24        | 3         | 2       | 0      | 4           | 0           | –       | –      | 30      | 3      |
| Chelsea       | 2009–10       | 18        | 2         | 4       | 1      | 4           | 0           | 1       | 0      | 27      | 3      |
| Chelsea       | Total         | 42        | 5         | 6       | 1      | 8           | 0           | 1       | 0      | 57      | 6      |
| Fluminense    | 2010          | 16        | 1         | 0       | 0      | –           | –           | –       | –      | 16      | 1      |
| Fluminense    | 2011          | 18        | 0         | –       | –      | 2           | 1           | 5       | 0      | 25      | 1      |
| Fluminense    | 2012          | 5         | 1         | –       | –      | 8           | 1           | 8       | 2      | 21      | 4      |
| Fluminense    | Total         | 39        | 2         | 0       | 0      | 10          | 2           | 13      | 2      | 62      | 6      |
| Total carieră | Total carieră | 394       | 67        | 25      | 3      | 113         | 21          | 20      | 4      | 552     | 95     |

## Palmares

### Club
Porto
- Primeira Liga: 1998–99, 2002–03, 2003–04
- Taça de Portugal: 2000, 2001, 2003
- Supertaça Cândido de Oliveira: 1999, 2001, 2003
- Liga Campionilor: 2004
- Cupa UEFA: 2003

Barcelona
- La Liga: 2004–05, 2005–06
- Supercopa de España: 2005, 2006
- Liga Campionilor: 2006

Chelsea
- Premier League: 2009–10
- FA Cup: 2009, 2010
- Community Shield: 2009

Fluminense
- Campeonato Brasileiro Série A: 2010, 2012
- Campeonato Carioca: 2012
- Taça Guanabara: 2012

### Individual
- Ballon D'or (Silver Ball): 2004
- UEFA Club Footballer of the Year: 2003–04
- UEFA Best Midfielder: 2003–04, 2005–06
- FIFA Club World Cup Golden Ball: 2006
- Portuguese League Footballer of the Year: 2003–04
- CNID Best Portuguese Athlete Abroad: 2006
- 2004 UEFA Champions League Final Man of the Match
- Premier League Player of the Month: august 2008
- UEFA Team of the Tournament: 2004
- Campeonato Carioca Best Player: 2012
- Campeonato Carioca Best Midfielder: 2012

#### Ordine
- Medalia Meritului, Order of the Immaculate Conception of Vila Viçosa (House of Braganza)[3]